# Agelasta rufa
Agelasta rufa es una especie de escarabajo longicornio del género Agelasta, categorizada en la tribu Mesosini, de la subfamilia Lamiinae. Fue descrita por Breuning en 1935.

## Descripción
Mide 12-23 mm de longitud.

## Distribución
Se distribuye por Asia: Japón.